# 心臓・顔・皮膚症候群
心臓・顔・皮膚症候群 (しんぞうかおひふしょうこうぐん) またCardiofaciocutaneous症候群 (CFC症候群) は極めて稀で、重い遺伝子疾患である
。以下の特徴を持つ:
- 独特な顔貌
- 異常に薄く、もろく、カールした頭髪
- 皮膚炎から広汎性魚鱗癬までの幅広い皮膚異常
- (先天性または、後になって顕れる) 心臓奇形 (特に肺動脈狭窄)
- 発達遅滞
- 足の異常 (多趾症または2本以上の趾が癒合している欠趾症)